# Manisha Koirala

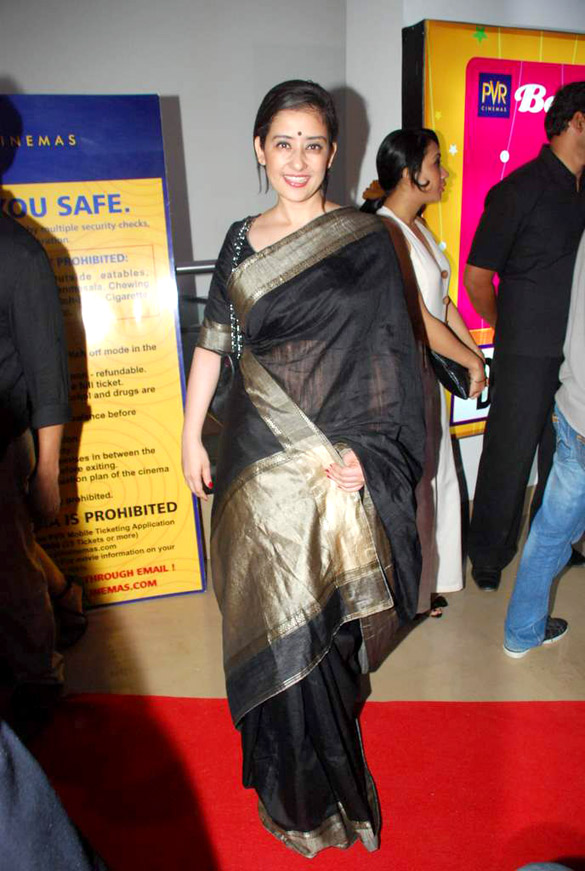
Manisha Koirala

Manisha Koirala (Nepali मनिषा कोइराला, * 16. August 1970 in Kathmandu; genannt Manu) ist eine nepalesische Bollywood-Schauspielerin.

## Biografie
Manisha Koirala ist die Enkelin des ehemaligen Premierministers von Nepal Bishweshwar Prasad Koirala. Sie spielte in den Bollywoodfilmen Bombay und Von ganzem Herzen (Dil Se) von Mani Ratnam und in Ram Gopal Varmas Company – Das Gesetz der Macht.

## Filmografie (Auswahl)
- 1994: Sangdil Sanam
- 1994: 1942: A Love Story
- 1995: Guddu – Eine Liebe mit Hindernissen
- 1995: Bombay
- 1995: Akele Hum Akele Tum
- 1996: Khamoshi: The Musical
- 1996: Majhdhaar
- 1997: Gupt: The Hidden Truth
- 1998: Von ganzem Herzen (Dil Se)
- 1999: Mudhalvan
- 2001: Lajja – Schande
- 2002: Company – Das Gesetz der Macht (Company)
- 2018: Sanju
- 2024: Heeramandi: The Diamond Bazaar (Fernsehserie)